# Hang Bua
Hang Bua hay Thẩm Bua là hang trong núi đá vôi ở thôn Hồng Tiến xã Châu Tiến, Quỳ Châu tỉnh Nghệ An, Việt Nam 
Thẩm Bua theo tiếng Thái có nghĩa là Hang Sen. Hang thuộc dạng karst, nằm trong núi đá vôi ở dãy núi Phà Én, thuộc bản Na Nhàng, nay có tên khác là thôn Hồng Tiến.
Hang là một thắng cảnh tự nhiên gắn liền với truyền thuyết lịch sử, và với Lễ hội Hang Bua tổ chức sau Rằm tháng Giêng hàng năm.
Hang Bua được Bộ Văn hóa, Thể thao và Du lịch xếp hạng là danh thắng Quốc gia năm 1997 .

## Vị trí
Hang Bua ở hướng tây bắc thị trấn Tân Lạc (huyện lỵ Quỳ Châu) chừng 12 km. Từ huyện lỵ đi theo quốc lộ 48A hướng tây bắc, đến xã Châu Tiến thì rẽ vào đường liên xã, tìm đến bản Na Nhàng hay thôn Hồng Tiến.

## Lễ hội Hang Bua
Lễ hội hang Bua có từ lâu đời, đến nay chưa có nghiên cứu nào cho biết chính xác thời gian ra đời của lễ hội. Nhưng chắc chắn rằng, những nghi thức tín ngưỡng dân gian mà người dân địa phương tiến hành trước hang Bua tạo nên "Hồn cốt" của các lễ nghi sau này, cũng như tục trai gái đầu xuân rủ nhau đi chơi và tình tự trong hang là gốc gác của phần hội.
Theo các cụ già kể lại, trước mặt hang Bua có bãi đất bằng phẳng, có cây thị cổ thụ và ngôi đền lớn tên là Tẻn Bò. Hàng năm, vào tháng 1 (lịch Thái), dân bản chọn ngày tốt để cúng tế thần linh, như Thần núi, những người có công khai bản lập mường, những linh hồn người chết trận và hai anh em Cầm Lư, Cầm Lạn là người có công dẫn dắt người Thái đến đây định cư. Ngoài những trò chơi dân gian có từ trước, ngày nay có thêm thi người đẹp, thi dệt thổ cẩm .

## Khảo sát khảo cổ
Hang Bua đã được phát hiện lâu đời, và là địa điểm tâm linh linh thiêng. Phía trước hang có bãi đất rộng, thuận tiện cho tổ chức lễ hội.
Năm 2015 theo chương trình "Nghiên cứu hệ thống các di tích khảo cổ hang động miền núi tỉnh Nghệ An" của Viện Khảo cổ học, đã thu được các di tích hậu kỳ Đá cũ (khoảng 40.000-15.000 năm trước đây), thuộc kỹ nghệ công cụ đá quartz, quartzite với kỹ thuật ghè đẽo thô sơ, nằm cùng hóa thạch động vật trong trầm tích .